# 地底の歌
『地底の歌』（ちていのうた）は、平林たい子の長編小説、およびこれを原作に1956年に制作された日本映画。日活製作。
やくざの世界を描いた本作は『朝日新聞』1948年（昭和23年）10月12日から同年12月30日）に連載小説として掲載された。その後、1963年（昭和38年）に同じ原作で鈴木清順が「関東無宿」として映画化している。

## ストーリー
山田花子、伊豆トキ子、市川松江の三人の女学生は、博徒に興味を抱いて近づくが、山田花子はびっくり鉄というやくざから美人局を持ちかけられ、そのまま体を売られてしまう。鶴田、伊豆らは山田花子の行方を捜すが、なかなか見つからない。戦時下に入り、やくざ同士の抗争が起きる。

## 1956年の映画

### スタッフ
- 製作：浅田健三
- 監督：野口博志
- 助監督：河辺和夫
- 脚本：八木保太郎
- 原作：平林たい子
- 撮影：永塚一栄
- 音楽：原六郎
- 美術：大鶴泰弘
- 録音：高橋三郎
- 照明：河野愛三
- 編集：辻井正則
- スチール：浅石靖
- 製作主任：中井景

### キャスト
- 鶴田光雄：名和宏
- 伊豆荘太：二本柳寛
- 伊豆里子：坪内美詠子
- 伊豆トキ子：美多川光子
- 山田花子：香月美奈子
- 市川松江：東谷暎子
- 岩田辰子：山根寿子
- おかる八：菅井一郎
- 吉田大龍：深見泰三
- ダイヤモンドの冬：石原裕次郎
- びっくり鉄：高品格
- 本ちゃん：三島謙
- 一郎：深江章喜
- 腕文：瀬川路三郎
- 桂庵の男：山田禅二
- 鬼若の里：弘松三郎
- 目黒：雪岡純
- 矢上：美川洋一郎
- 若い男：柳瀬志郎
- 坊主の男：峰三平
- 女中：雨宮節子
- 戸田：衣笠一夫
- 看守：宮原徳平
- 客：河野弘

## 関東無宿
1963年の映画。